# Curling em cadeira de rodas nos Jogos Paralímpicos de Inverno de 2010
O torneio de curling em cadeira de rodas nos Jogos Paraolímpicos de Inverno de 2010 foi realizado no Centro Paraolímpico de Vancouver. O torneio único foi disputado com times mistos de dez equipes, entre os dias 13 e 20 de março. Cada equipe contou com no mínimo um competidor de cada gênero.

## Qualificação
A qualificação para os Jogos Paraolímpicos de Inverno de 2010 baseou-se nos resultados dos campeonatos mundiais de 2007, 2008 e 2009. Os dez primeiros em cada campeonato receberam uma pontuação aonde o campeão ganha 12, o vice-campeão 10, o terceiro lugar ganha 8 e os demais colocados ganham 7, 6, 5, 4, 3, 2 e 1 ponto respectivamente. Os nove primeiros no ranking da Federação Internacional de Curling se classificaram para os jogos. A última vaga ficou para o Canadá, mas como o time canadense estava entre os classificados, a vaga foi repassada para o Japão. Inglaterra, Escócia e País de Gales competem separadamente no Mundial, mas competem juntos nas Paraolímpiadas como Grã-Bretanha. Existe um consenso entre as três federações em que apenas os pontos obtidos pela Escócia contam para a classificação aos Jogos Paraolímpicos.
| Posição | CPN              | Mundial 2007 | Mundial 2008 | Mundial 2009 | Total |
| ------- | ---------------- | ------------ | ------------ | ------------ | ----- |
| 1       | Noruega          | 12           | 12           | 4            | 28    |
| 2       | Canadá           | 7            | 7            | 12           | 26    |
| 3       | Estados Unidos   | 5.5          | 8            | 7            | 20.5  |
| 4       | Coreia do Sul    | 4            | 10           | 5            | 19    |
| 5       | Grã-Bretanha [n] | 8            | 4            | 6            | 18    |
| 6       | Suécia           | 1            | 5            | 10           | 16    |
| 7       | Suíça            | 10           | 3            | 1            | 14    |
| 8       | Alemanha         | 0            | 0            | 8            | 8     |
| 9       | Itália           | 0            | 6            | 2            | 8     |
| 10      | Japão            | 5.5          | 2            | 0            | 7.5   |

- n. ^  Pontos contabilizados somente pela Escócia.

## Calendário
| Março                       | 12 | 13 | 14 | 15 | 16 | 17 | 18 | 19 | 20 | 21 |
| --------------------------- | -- | -- | -- | -- | -- | -- | -- | -- | -- | -- |
| Curling em cadeira de rodas |    |    |    |    |    |    |    |    | 1  |    |

|  | Dia de competição |  | Dia de final |

## Medalhistas
|  | CAN Canadá                                                          |  | KOR Coreia do Sul                                                 |  | SWE Suécia                                                             |
|  | Jim Armstrong Darryl Neighbour Ina Forrest Sonja Gaudet Bruno Yizek |  | Kim Hak-Sung Kim Myung-Jim Cho Yang-Hyun Kang Mi-Suk Park Gil-Woo |  | Jalle Jungnell Glenn Ikonen Patrik Burman Anette Wilhelm Patrik Kallin |

## Resultados

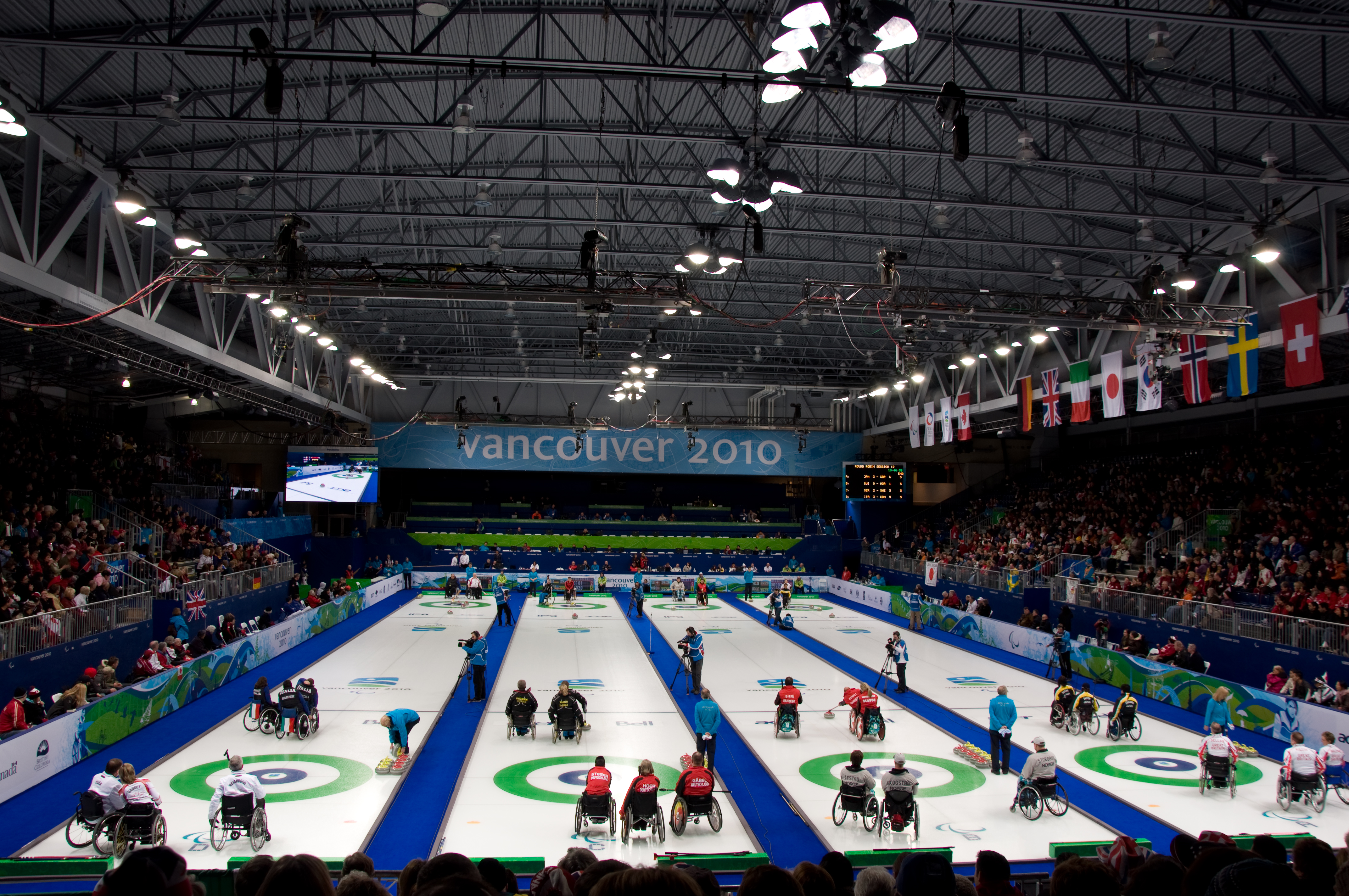
Partidas em andamento no Centro Olímpico/Paraolímpico de Vancouver.

### Classificação
|  | Equipes classificadas para as semifinais |
|  | Equipes eliminadas na primeira fase      |

| País               | Capitão           | J | V | D |
| ------------------ | ----------------- | - | - | - |
| CAN Canadá         | Jim Armstrong     | 9 | 7 | 2 |
| USA Estados Unidos | Augusto Perez     | 9 | 7 | 2 |
| KOR Coreia do Sul  | Kim Hak-Sung      | 9 | 6 | 3 |
| SWE Suécia[i]      | Jalle Jungnell    | 9 | 5 | 4 |
| ITA Itália[i]      | Andrea Tabanelli  | 9 | 5 | 4 |
| GBR Grã-Bretanha   | Michael McCreadie | 9 | 3 | 6 |
| SUI Suíça          | Manfred Bolliger  | 9 | 3 | 6 |
| GER Alemanha       | Jens Jäger        | 9 | 3 | 6 |
| NOR Noruega        | Rune Lorentzen    | 9 | 3 | 6 |
| JPN Japão          | Yoji Nakajima     | 9 | 3 | 6 |

- i. ^  Itália e Suécia terminaram empatadas e fizeram uma partida extra para decidir a quarta vaga para as semifinais.

### Primeira fase
Primeira rodada
Sábado, 13 de março, 12:30 (UTC-8)
| Pista A            | LSFE    | 1 | 2 | 3 | 4 | 5 | 6 | 7 | 8 | 9 | 10 | Final |
| ------------------ | ------- | - | - | - | - | - | - | - | - | - | -- | ----- |
| KOR Coreia do Sul  |         | 0 | 0 | 3 | 0 | 3 | 0 | 0 | 0 |   |    | 6     |
| USA Estados Unidos | Martelo | 1 | 1 | 0 | 2 | 0 | 2 | 2 | 1 |   |    | 9     |

| Pista B          | LSFE    | 1 | 2 | 3 | 4 | 5 | 6 | 7 | 8 | 9 | 10 | Final |
| ---------------- | ------- | - | - | - | - | - | - | - | - | - | -- | ----- |
| GBR Grã-Bretanha |         | 1 | 0 | 0 | 0 | 0 | 1 | 0 | x |   |    | 2     |
| CAN Canadá       | Martelo | 0 | 2 | 1 | 3 | 2 | 0 | 1 | x |   |    | 9     |

| Pista C    | LSFE    | 1 | 2 | 3 | 4 | 5 | 6 | 7 | 8 | 9 | 10 | Final |
| ---------- | ------- | - | - | - | - | - | - | - | - | - | -- | ----- |
| SWE Suécia |         | 0 | 0 | 2 | 0 | 3 | 0 | 1 | 0 |   |    | 6     |
| SUI Suíça  | Martelo | 1 | 1 | 0 | 1 | 0 | 2 | 0 | 2 |   |    | 7     |

| Pista D      | LSFE    | 1 | 2 | 3 | 4 | 5 | 6 | 7 | 8 | 9 | 10 | Final |
| ------------ | ------- | - | - | - | - | - | - | - | - | - | -- | ----- |
| GER Alemanha | Martelo | 0 | 1 | 0 | 0 | 3 | 0 | 6 | x |   |    | 10    |
| NOR Noruega  |         | 1 | 0 | 2 | 1 | 0 | 2 | 0 | x |   |    | 6     |

Segunda rodada
Sábado, 13 de março, 18:00 (UTC-8)
| Pista A    | LSFE    | 1 | 2 | 3 | 4 | 5 | 6 | 7 | 8 | 9 | 10 | Final |
| ---------- | ------- | - | - | - | - | - | - | - | - | - | -- | ----- |
| ITA Itália |         | 3 | 0 | 0 | 0 | 1 | 0 | 2 | 0 |   |    | 6     |
| JPN Japão  | Martelo | 0 | 1 | 3 | 2 | 0 | 2 | 0 | 1 |   |    | 9     |

| Pista B           | LSFE    | 1 | 2 | 3 | 4 | 5 | 6 | 7 | 8 | 9 | 10 | Final |
| ----------------- | ------- | - | - | - | - | - | - | - | - | - | -- | ----- |
| SWE Suécia        |         | 0 | 1 | 2 | 0 | 1 | 0 | 0 | 0 |   |    | 4     |
| KOR Coreia do Sul | Martelo | 2 | 0 | 0 | 1 | 0 | 2 | 1 | 2 |   |    | 8     |

| Pista C          | LSFE    | 1 | 2 | 3 | 4 | 5 | 6 | 7 | 8 | 9 | 10 | Final |
| ---------------- | ------- | - | - | - | - | - | - | - | - | - | -- | ----- |
| NOR Noruega      |         | 0 | 0 | 2 | 1 | 2 | 0 | 0 | 2 |   |    | 7     |
| GBR Grã-Bretanha | Martelo | 2 | 1 | 0 | 0 | 0 | 1 | 1 | 0 |   |    | 5     |

| Pista D            | LSFE    | 1 | 2 | 3 | 4 | 5 | 6 | 7 | 8 | 9 | 10 | Final |
| ------------------ | ------- | - | - | - | - | - | - | - | - | - | -- | ----- |
| CAN Canadá         |         | 0 | 4 | 2 | 2 | 0 | 2 | 0 | x |   |    | 10    |
| USA Estados Unidos | Martelo | 2 | 0 | 0 | 0 | 1 | 0 | 2 | x |   |    | 5     |

Terceira rodada
Domingo, 14 de março, 12:30 (UTC-8)
| Pista A     | LSFE    | 1 | 2 | 3 | 4 | 5 | 6 | 7 | 8 | 9 | 10 | Final |
| ----------- | ------- | - | - | - | - | - | - | - | - | - | -- | ----- |
| NOR Noruega | Martelo | 1 | 1 | 1 | 0 | 0 | 2 | 0 | 0 |   |    | 5     |
| CAN Canadá  |         | 0 | 0 | 0 | 2 | 1 | 0 | 1 | 2 |   |    | 6     |

| Pista B    | LSFE    | 1 | 2 | 3 | 4 | 5 | 6 | 7 | 8 | 9 | 10 | Final |
| ---------- | ------- | - | - | - | - | - | - | - | - | - | -- | ----- |
| ITA Itália |         | 1 | 5 | 3 | 1 | 0 | 3 | x | x |   |    | 13    |
| SUI Suíça  | Martelo | 0 | 0 | 0 | 0 | 4 | 0 | x | x |   |    | 4     |

| Pista C            | LSFE    | 1 | 2 | 3 | 4 | 5 | 6 | 7 | 8 | 9 | 10 | Final |
| ------------------ | ------- | - | - | - | - | - | - | - | - | - | -- | ----- |
| USA Estados Unidos | Martelo | 0 | 0 | 2 | 1 | 0 | 1 | 1 | 1 |   |    | 6     |
| GER Alemanha       |         | 1 | 3 | 0 | 0 | 1 | 0 | 0 | 0 |   |    | 5     |

| Pista D           | LSFE    | 1 | 2 | 3 | 4 | 5 | 6 | 7 | 8 | 9 | 10 | Final |
| ----------------- | ------- | - | - | - | - | - | - | - | - | - | -- | ----- |
| JPN Japão         | Martelo | 1 | 0 | 1 | 0 | 0 | 3 | 0 | x |   |    | 5     |
| KOR Coreia do Sul |         | 0 | 1 | 0 | 2 | 2 | 0 | 2 | x |   |    | 7     |

Quarta rodada
Domingo, 14 de março, 18:00 (UTC-8)
| Pista A    | LSFE    | 1 | 2 | 3 | 4 | 5 | 6 | 7 | 8 | 9 | 10 | Final |
| ---------- | ------- | - | - | - | - | - | - | - | - | - | -- | ----- |
| SWE Suécia | Martelo | 0 | 0 | 0 | 0 | 0 | 1 | 0 | x |   |    | 1     |
| ITA Itália |         | 1 | 1 | 1 | 2 | 3 | 0 | 1 | x |   |    | 9     |

| Pista B      | LSFE    | 1 | 2 | 3 | 4 | 5 | 6 | 7 | 8 | 9 | 10 | Final |
| ------------ | ------- | - | - | - | - | - | - | - | - | - | -- | ----- |
| JPN Japão    | Martelo | 0 | 0 | 0 | 1 | 0 | 3 | 0 | x |   |    | 4     |
| GER Alemanha |         | 3 | 1 | 3 | 0 | 3 | 0 | 2 | x |   |    | 12    |

| Pista D          | LSFE    | 1 | 2 | 3 | 4 | 5 | 6 | 7 | 8 | 9 | 10 | Final |
| ---------------- | ------- | - | - | - | - | - | - | - | - | - | -- | ----- |
| SUI Suíça        | Martelo | 0 | 0 | 2 | 0 | 0 | 0 | 0 | x |   |    | 2     |
| GBR Grã-Bretanha |         | 1 | 1 | 0 | 1 | 4 | 2 | 1 | x |   |    | 10    |

Quinta rodada
Segunda-feira, 15 de março, 12:30 (UTC-8)
| Pista A           | LSFE    | 1 | 2 | 3 | 4 | 5 | 6 | 7 | 8 | 9 | 10 | Final |
| ----------------- | ------- | - | - | - | - | - | - | - | - | - | -- | ----- |
| GBR Grã-Bretanha  |         | 0 | 0 | 0 | 0 | 1 | 1 | 2 | x |   |    | 4     |
| KOR Coreia do Sul | Martelo | 2 | 2 | 2 | 1 | 0 | 0 | 0 | x |   |    | 7     |

| Pista B     | LSFE    | 1 | 2 | 3 | 4 | 5 | 6 | 7 | 8 | 9 | 10 | Final |
| ----------- | ------- | - | - | - | - | - | - | - | - | - | -- | ----- |
| NOR Noruega | Martelo | 0 | 1 | 0 | 1 | 0 | 0 | 1 | 1 |   |    | 4     |
| SWE Suécia  |         | 1 | 0 | 1 | 0 | 0 | 4 | 0 | 0 |   |    | 6     |

| Pista C    | LSFE    | 1 | 2 | 3 | 4 | 5 | 6 | 7 | 8 | 9 | 10 | Final |
| ---------- | ------- | - | - | - | - | - | - | - | - | - | -- | ----- |
| JPN Japão  | Martelo | 0 | 0 | 0 | 1 | 0 | 1 | 0 | x |   |    | 2     |
| CAN Canadá |         | 3 | 1 | 2 | 0 | 2 | 0 | 5 | x |   |    | 13    |

| Pista D            | LSFE    | 1 | 2 | 3 | 4 | 5 | 6 | 7 | 8 | 9 | 10 | Final |
| ------------------ | ------- | - | - | - | - | - | - | - | - | - | -- | ----- |
| USA Estados Unidos | Martelo | 2 | 0 | 2 | 2 | 0 | 1 | 0 | 1 |   |    | 8     |
| ITA Itália         |         | 0 | 1 | 0 | 0 | 0 | 0 | 1 | 0 |   |    | 2     |

Sexta rodada
Segunda-feira, 15 de março, 18:00 (UTC-8)
| Pista A      | LSFE    | 1 | 2 | 3 | 4 | 5 | 6 | 7 | 8 | 9 | 10 | Final |
| ------------ | ------- | - | - | - | - | - | - | - | - | - | -- | ----- |
| GER Alemanha | Martelo | 1 | 0 | 1 | 0 | 0 | 1 | 0 | 0 |   |    | 3     |
| SUI Suíça    |         | 0 | 1 | 0 | 1 | 1 | 0 | 3 | 3 |   |    | 9     |

| Pista B            | LSFE    | 1 | 2 | 3 | 4 | 5 | 6 | 7 | 8 | 9 | 10 | Final |
| ------------------ | ------- | - | - | - | - | - | - | - | - | - | -- | ----- |
| GBR Grã-Bretanha   |         | 0 | 0 | 0 | 2 | 0 | 2 | 0 | 3 | 0 |    | 7     |
| USA Estados Unidos | Martelo | 1 | 1 | 3 | 0 | 1 | 0 | 1 | 0 | 1 |    | 8     |

| Pista C           | LSFE    | 1 | 2 | 3 | 4 | 5 | 6 | 7 | 8 | 9 | 10 | Final |
| ----------------- | ------- | - | - | - | - | - | - | - | - | - | -- | ----- |
| KOR Coreia do Sul |         | 0 | 0 | 0 | 1 | 0 | 3 | 2 | 0 |   |    | 6     |
| NOR Noruega       | Martelo | 3 | 3 | 1 | 0 | 1 | 0 | 0 | 1 |   |    | 9     |

| Pista D    | LSFE    | 1 | 2 | 3 | 4 | 5 | 6 | 7 | 8 | 9 | 10 | Final |
| ---------- | ------- | - | - | - | - | - | - | - | - | - | -- | ----- |
| SWE Suécia |         | 2 | 0 | 0 | 2 | 3 | 1 | 0 | x |   |    | 8     |
| CAN Canadá | Martelo | 0 | 2 | 1 | 0 | 0 | 0 | 1 | x |   |    | 4     |

Sétima rodada
Terça-feira, 16 de março, 12:30 (UTC-8)
| Pista B    | LSFE    | 1 | 2 | 3 | 4 | 5 | 6 | 7 | 8 | 9 | 10 | Final |
| ---------- | ------- | - | - | - | - | - | - | - | - | - | -- | ----- |
| CAN Canadá |         | 1 | 0 | 2 | 5 | 1 | 6 | x | x |   |    | 15    |
| SUI Suíça  | Martelo | 0 | 1 | 0 | 0 | 0 | 0 | x | x |   |    | 1     |

| Pista C      | LSFE    | 1 | 2 | 3 | 4 | 5 | 6 | 7 | 8 | 9 | 10 | Final |
| ------------ | ------- | - | - | - | - | - | - | - | - | - | -- | ----- |
| ITA Itália   |         | 0 | 3 | 1 | 0 | 0 | 2 | 0 | 0 |   |    | 6     |
| GER Alemanha | Martelo | 2 | 0 | 0 | 2 | 1 | 0 | 1 | 1 |   |    | 7     |

| Pista D     | LSFE    | 1 | 2 | 3 | 4 | 5 | 6 | 7 | 8 | 9 | 10 | Final |
| ----------- | ------- | - | - | - | - | - | - | - | - | - | -- | ----- |
| NOR Noruega | Martelo | 2 | 3 | 1 | 3 | 0 | 2 | 0 | x |   |    | 11    |
| JPN Japão   |         | 0 | 0 | 0 | 0 | 2 | 0 | 1 | x |   |    | 3     |

Oitava rodada
Terça-feira, 16 de março, 18:00 (UTC-8)
| Pista A            | LSFE    | 1 | 2 | 3 | 4 | 5 | 6 | 7 | 8 | 9 | 10 | Final |
| ------------------ | ------- | - | - | - | - | - | - | - | - | - | -- | ----- |
| USA Estados Unidos | Martelo | 0 | 2 | 0 | 1 | 0 | 1 | 0 | x |   |    | 4     |
| SWE Suécia         |         | 2 | 0 | 1 | 0 | 1 | 0 | 2 | x |   |    | 6     |

| Pista B           | LSFE    | 1 | 2 | 3 | 4 | 5 | 6 | 7 | 8 | 9 | 10 | Final |
| ----------------- | ------- | - | - | - | - | - | - | - | - | - | -- | ----- |
| KOR Coreia do Sul | Martelo | 3 | 2 | 0 | 0 | 3 | 0 | 1 | x |   |    | 9     |
| ITA Itália        |         | 0 | 0 | 1 | 1 | 0 | 1 | 0 | x |   |    | 3     |

| Pista C   | LSFE    | 1 | 2 | 3 | 4 | 5 | 6 | 7 | 8 | 9 | 10 | Final |
| --------- | ------- | - | - | - | - | - | - | - | - | - | -- | ----- |
| SUI Suíça | Martelo | 1 | 1 | 1 | 0 | 0 | 0 | 2 | 0 | 0 |    | 5     |
| JPN Japão |         | 0 | 0 | 0 | 1 | 1 | 2 | 0 | 1 | 1 |    | 6     |

| Pista D          | LSFE    | 1 | 2 | 3 | 4 | 5 | 6 | 7 | 8 | 9 | 10 | Final |
| ---------------- | ------- | - | - | - | - | - | - | - | - | - | -- | ----- |
| GBR Grã-Bretanha | Martelo | 0 | 2 | 0 | 3 | 0 | 4 | x | x |   |    | 9     |
| GER Alemanha     |         | 0 | 0 | 1 | 0 | 1 | 0 | x | x |   |    | 2     |

Nona rodada
Quarta-feira, 17 de março, 12:30 (UTC-8)
| Pista A      | LSFE    | 1 | 2 | 3 | 4 | 5 | 6 | 7 | 8 | 9 | 10 | Final |
| ------------ | ------- | - | - | - | - | - | - | - | - | - | -- | ----- |
| CAN Canadá   |         | 0 | 2 | 4 | 0 | 1 | 1 | 0 | 0 |   |    | 8     |
| GER Alemanha | Martelo | 1 | 0 | 0 | 1 | 0 | 0 | 3 | 1 |   |    | 6     |

| Pista B          | LSFE    | 1 | 2 | 3 | 4 | 5 | 6 | 7 | 8 | 9 | 10 | Final |
| ---------------- | ------- | - | - | - | - | - | - | - | - | - | -- | ----- |
| SWE Suécia       | Martelo | 0 | 0 | 1 | 0 | 0 | 0 | 3 | 2 | 1 |    | 7     |
| GBR Grã-Bretanha |         | 1 | 1 | 0 | 0 | 1 | 3 | 0 | 0 | 0 |    | 6     |

| Pista C            | LSFE    | 1 | 2 | 3 | 4 | 5 | 6 | 7 | 8 | 9 | 10 | Final |
| ------------------ | ------- | - | - | - | - | - | - | - | - | - | -- | ----- |
| NOR Noruega        |         | 0 | 0 | 3 | 0 | 0 | 3 | 0 | 2 |   |    | 8     |
| USA Estados Unidos | Martelo | 2 | 1 | 0 | 3 | 2 | 0 | 1 | 0 |   |    | 9     |

| Pista D           | LSFE    | 1 | 2 | 3 | 4 | 5 | 6 | 7 | 8 | 9 | 10 | Final |
| ----------------- | ------- | - | - | - | - | - | - | - | - | - | -- | ----- |
| KOR Coreia do Sul |         | 2 | 0 | 3 | 0 | 1 | 3 | 0 | x |   |    | 9     |
| SUI Suíça         | Martelo | 0 | 1 | 0 | 1 | 0 | 0 | 1 | x |   |    | 3     |

Décima rodada
Quarta-feira, 17 de março, 18:00 (UTC-8)
| Pista A     | LSFE    | 1 | 2 | 3 | 4 | 5 | 6 | 7 | 8 | 9 | 10 | Final |
| ----------- | ------- | - | - | - | - | - | - | - | - | - | -- | ----- |
| ITA Itália  | Martelo | 1 | 0 | 3 | 1 | 0 | 2 | 0 | 2 |   |    | 9     |
| NOR Noruega |         | 0 | 1 | 0 | 0 | 1 | 0 | 5 | 0 |   |    | 7     |

| Pista B            | LSFE    | 1 | 2 | 3 | 4 | 5 | 6 | 7 | 8 | 9 | 10 | Final |
| ------------------ | ------- | - | - | - | - | - | - | - | - | - | -- | ----- |
| USA Estados Unidos | Martelo | 0 | 6 | 0 | 0 | 0 | 1 | 1 | x |   |    | 8     |
| JPN Japão          |         | 1 | 0 | 1 | 0 | 1 | 0 | 0 | x |   |    | 3     |

| Pista C           | LSFE    | 1 | 2 | 3 | 4 | 5 | 6 | 7 | 8 | 9 | 10 | Final |
| ----------------- | ------- | - | - | - | - | - | - | - | - | - | -- | ----- |
| CAN Canadá        | Martelo | 1 | 1 | 0 | 1 | 0 | 2 | 0 | 1 |   |    | 6     |
| KOR Coreia do Sul |         | 0 | 0 | 1 | 0 | 2 | 0 | 1 | 0 |   |    | 4     |

Décima primeira rodada
Quinta-feira, 18 de março, 12:30 (UTC-8)
| Pista A            | LSFE    | 1 | 2 | 3 | 4 | 5 | 6 | 7 | 8 | 9 | 10 | Final |
| ------------------ | ------- | - | - | - | - | - | - | - | - | - | -- | ----- |
| SUI Suíça          |         | 0 | 0 | 0 | 1 | 0 | 1 | 0 | x |   |    | 2     |
| USA Estados Unidos | Martelo | 2 | 1 | 1 | 0 | 3 | 0 | 1 | x |   |    | 8     |

| Pista B           | LSFE    | 1 | 2 | 3 | 4 | 5 | 6 | 7 | 8 | 9 | 10 | Final |
| ----------------- | ------- | - | - | - | - | - | - | - | - | - | -- | ----- |
| GER Alemanha      | Martelo | 0 | 0 | 0 | 0 | 2 | 0 | 0 | x |   |    | 2     |
| KOR Coreia do Sul |         | 2 | 2 | 1 | 1 | 0 | 2 | 1 | x |   |    | 9     |

| Pista C          | LSFE    | 1 | 2 | 3 | 4 | 5 | 6 | 7 | 8 | 9 | 10 | Final |
| ---------------- | ------- | - | - | - | - | - | - | - | - | - | -- | ----- |
| GBR Grã-Bretanha | Martelo | 0 | 1 | 0 | 0 | 1 | 0 | 1 | x |   |    | 3     |
| ITA Itália       |         | 3 | 0 | 1 | 1 | 0 | 1 | 0 | x |   |    | 6     |

| Pista D    | LSFE    | 1 | 2 | 3 | 4 | 5 | 6 | 7 | 8 | 9 | 10 | Final |
| ---------- | ------- | - | - | - | - | - | - | - | - | - | -- | ----- |
| JPN Japão  | Martelo | 1 | 1 | 0 | 0 | 4 | 0 | 0 | 2 |   |    | 8     |
| SWE Suécia |         | 0 | 0 | 2 | 2 | 0 | 2 | 1 | 0 |   |    | 7     |

Décima segunda rodada
Quinta-feira, 18 de março, 18:00 (UTC-8)
| Pista A          | LSFE    | 1 | 2 | 3 | 4 | 5 | 6 | 7 | 8 | 9 | 10 | Final |
| ---------------- | ------- | - | - | - | - | - | - | - | - | - | -- | ----- |
| JPN Japão        |         | 0 | 0 | 0 | 0 | 3 | 0 | 1 | x |   |    | 4     |
| GBR Grã-Bretanha | Martelo | 2 | 1 | 1 | 2 | 0 | 4 | 0 | x |   |    | 10    |

| Pista B     | LSFE    | 1 | 2 | 3 | 4 | 5 | 6 | 7 | 8 | 9 | 10 | Final |
| ----------- | ------- | - | - | - | - | - | - | - | - | - | -- | ----- |
| SUI Suíça   | Martelo | 0 | 3 | 1 | 2 | 3 | 0 | 1 | x |   |    | 10    |
| NOR Noruega |         | 1 | 0 | 0 | 0 | 0 | 3 | 0 | x |   |    | 4     |

| Pista C      | LSFE    | 1 | 2 | 3 | 4 | 5 | 6 | 7 | 8 | 9 | 10 | Final |
| ------------ | ------- | - | - | - | - | - | - | - | - | - | -- | ----- |
| GER Alemanha |         | 0 | 0 | 1 | 0 | 1 | 0 | 1 | x |   |    | 3     |
| SWE Suécia   | Martelo | 2 | 1 | 0 | 2 | 0 | 5 | 0 | x |   |    | 10    |

| Pista D    | LSFE    | 1 | 2 | 3 | 4 | 5 | 6 | 7 | 8 | 9 | 10 | Final |
| ---------- | ------- | - | - | - | - | - | - | - | - | - | -- | ----- |
| ITA Itália |         | 1 | 0 | 2 | 0 | 0 | 4 | 0 | 1 |   |    | 8     |
| CAN Canadá | Martelo | 0 | 1 | 0 | 2 | 2 | 0 | 2 | 0 |   |    | 7     |

### Play-offs
Sessão única
Sexta-feira, 19 de março, 14:30 (UTC-8)
| Pista B    | LSFE    | 1 | 2 | 3 | 4 | 5 | 6 | 7 | 8 | 9 | 10 | Final |
| ---------- | ------- | - | - | - | - | - | - | - | - | - | -- | ----- |
| ITA Itália | Martelo | 3 | 0 | 1 | 0 | 0 | 1 | 0 | 0 |   |    | 5     |
| SWE Suécia |         | 0 | 1 | 0 | 1 | 1 | 0 | 1 | 2 |   |    | 6     |

### Semifinais
Sábado, 20 de março, 10:00 (UTC-8)
| Pista A    | LSFE    | 1 | 2 | 3 | 4 | 5 | 6 | 7 | 8 | 9 | 10 | Final |
| ---------- | ------- | - | - | - | - | - | - | - | - | - | -- | ----- |
| SWE Suécia |         | 0 | 1 | 0 | 0 | 3 | 1 | 0 | x |   |    | 5     |
| CAN Canadá | Martelo | 3 | 0 | 2 | 3 | 0 | 0 | 2 | x |   |    | 10    |

| Pista C            | LSFE    | 1 | 2 | 3 | 4 | 5 | 6 | 7 | 8 | 9 | 10 | Final |
| ------------------ | ------- | - | - | - | - | - | - | - | - | - | -- | ----- |
| USA Estados Unidos | Martelo | 2 | 0 | 2 | 0 | 0 | 0 | 1 | 0 |   |    | 5     |
| KOR Coreia do Sul  |         | 0 | 1 | 0 | 3 | 1 | 1 | 0 | 1 |   |    | 7     |

### Disputa pelo bronze
Sábado, 20 de março, 15:30 (UTC-8)
| Pista D            | LSFE    | 1 | 2 | 3 | 4 | 5 | 6 | 7 | 8 | 9 | 10 | Final |
| ------------------ | ------- | - | - | - | - | - | - | - | - | - | -- | ----- |
| USA Estados Unidos | Martelo | 0 | 1 | 0 | 3 | 0 | 0 | 1 | 0 |   |    | 5     |
| SWE Suécia         |         | 3 | 0 | 1 | 0 | 1 | 1 | 0 | 1 |   |    | 7     |

### Final
Sábado, 20 de março, 15:30 (UTC-8)
| Pista B           | LSFE    | 1 | 2 | 3 | 4 | 5 | 6 | 7 | 8 | 9 | 10 | Final |
| ----------------- | ------- | - | - | - | - | - | - | - | - | - | -- | ----- |
| CAN Canadá        | Martelo | 3 | 1 | 0 | 4 | 0 | 0 | 0 | 0 |   |    | 8     |
| KOR Coreia do Sul |         | 0 | 0 | 1 | 0 | 2 | 2 | 1 | 1 |   |    | 7     |